# Leucothoe fontanesiana
Leucothoe fontanesiana es una especie de planta perteneciente a la familia Ericaceae, nativa del sureste de Estados Unidos. 

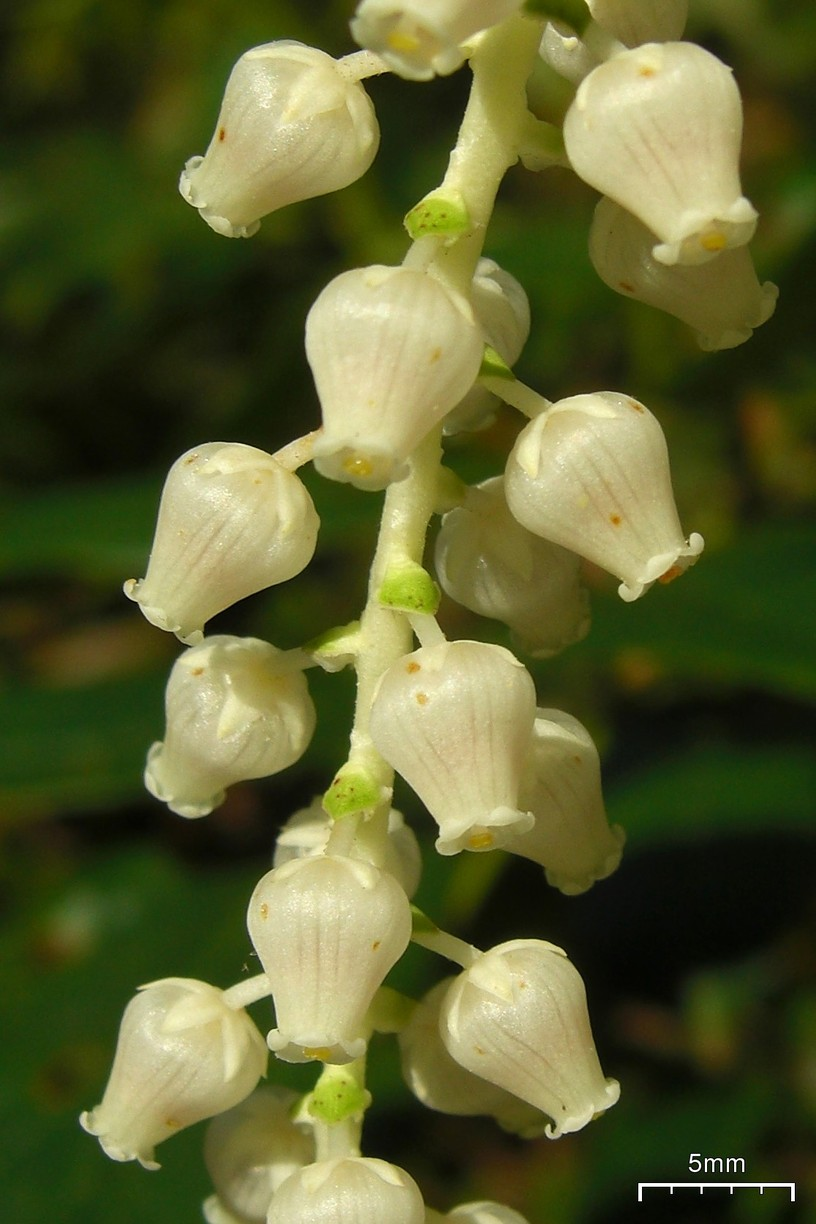
Inflorescencia

## Descripción
Es un árbol erecto de hoja perenne o arbusto que alcanza los 1-2 m de alto por 3 m de ancho, con hojas brillantes como el laurel de 6-16 cm de largo, e inflorescencias axilares colgantes en forma de racimos de flores en forma de urna que aparecen en primavera.
Esta planta es calcifuga y requiere una posición sombreada en suelos ácidos. La especie y el cultivar 'Rollissonii' han ganado la medalla Award of Garden Merit de la Royal Horticultural Society.

## Taxonomía
Leucothoe fontanesiana fue descrita por (Steud.) Sleumer y publicado en Botanische Jahrbücher für Systematik, Pflanzengeschichte und Pflanzengeographie 78(4): 438–439. 1959.
Sinonimia
- Andromeda fontanesiana Steud.[6]